# Guan Kwong Temple of America
Guan Kwong Temple of America is een taoïstische tempel die gewijd is aan de vergoddelijkte Guan Yu. De tempel ligt aan de Broome Street, China Town, Manhattan. De tempel werd in 1993 gebouwd om de Chinese Amerikanen kennis te laten maken met de drie religies in de Chinese volksreligie. Bij de tempelopening waren allerlei vertegenwoordigers van Chinees-Amerikaanse verenigingen aanwezig. In 1994 werd er op de 24e dag van de zesde maand in de Chinese kalender een grote religieuze ceremonie gehouden ter ere van de verjaardag van Guan Yu. 